# Puerto de Fernandina
El Puerto de Fernandina (en inglés: Port of Fernandina) se encuentra en la costa atlántica de Florida. Se utiliza para el servicio de terminal para pulpa y papel, así como las exportaciones de acero, maquinaria, piezas de automóviles, productos químicos, bebidas, materiales de construcción y productos alimenticios. Las Líneas de contenedores del puerto sirven rutas para Colombia, Ecuador, Venezuela, República Dominicana, Haití, Jamaica, Aruba, Curazao y las Bermudas. 
Un puerto de aguas profundas en la isla de Amelia ha sido utilizado por los comerciantes y como una base para los combatientes que se remonta cientos de años.
Los puertos de la zona han sido utilizados por los exploradores y comerciantes.
El fuerte de San Carlos fue construido para defender la ciudad y la zona portuaria. El 16 de marzo de 1812 nueve cañoneras norteamericanas bajo el mando del comodoro Hugh Campbell formaron una línea en el puerto y apuntaron sus armas contra el pueblo.  El general Mathews, quien estaba cómodamente instalado en Punta Pedro en el St. Marys en Georgia, ordenó al coronel Lodowick Ashley enviar una bandera a don Justo López, Comandante del fuerte y de la isla Amelia, y exigir su rendición. López reconoció la fuerza superior y se entregó el puerto de Fernandina y la ciudad. John H. McIntosh, George JF Clarke , Justo López, y otros firmaron los artículos de la capitulación.
El General Mathews y el presidente Madison habían concebido un plan para anexar este de Florida a los Estados Unidos, pero el Congreso se alarmó ante la posibilidad de ser arrastrados a la guerra con España, y el esfuerzo se vino abajo cuando el secretario de Estado, James Monroe fue obligado a calmar las pretensiones de Matthews. Las negociaciones para la retirada de las tropas estadounidenses comenzaron a principios de 1813. El 6 de mayo, el ejército bajó la bandera en Fernandina y cruzó el río St. Marys en Georgia con las tropas restantes. España se adueñó del reducto y recuperó el control de la isla. Los españoles completaron la construcción de la nueva fortaleza San Carlos para custodiar el lado de babor de Fernandina en 1816.
En Charleston y Savannah Gregor MacGregor contrata  150 milicianos incluyendo varios revolucionarios venezolanos, entre ellos,  Lino de Clemente, Pedro Gual y Juan Germán Roscio, con quienes lleva a efecto la toma de la isla de Amelia el 29 de junio de 1817. MacGregor declaró la independencia bajo la bandera de la Green Cross of Florida después de someter al contingente español atrincherado en el Fuerte San Carlos al mando del brigadier Francisco Morales.

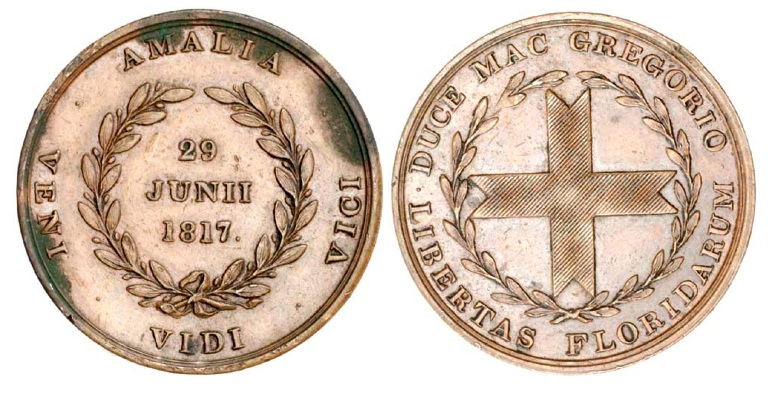
Medalla de la Isla Amelia (1817)

Con el título de "Brigadier general de las Provincias Unidas de la Nueva Granada y Venezuela y General en jefe de los ejércitos de las dos Floridas" proclamó la República de Florida y ocupó la isla hasta que no consiguió más apoyo de sus mecenas. MacGregor dejó la isla de Amelia el 4 de septiembre de 1817 en manos del corsario francés con patente mexicana Luis Aury.  Tras las negociaciones con los lugartenientes de MacGregor, Ruggles Hubbard y Jared Irwin, la isla Amelia fue dudosamente anexada a la República de México el 21 de septiembre de 1817, y su bandera se colocó en el fuerte de San Carlos . Sin embargo Aury entregó la isla a las fuerzas estadounidenses el 23 de diciembre de 1817.